# Saab 93

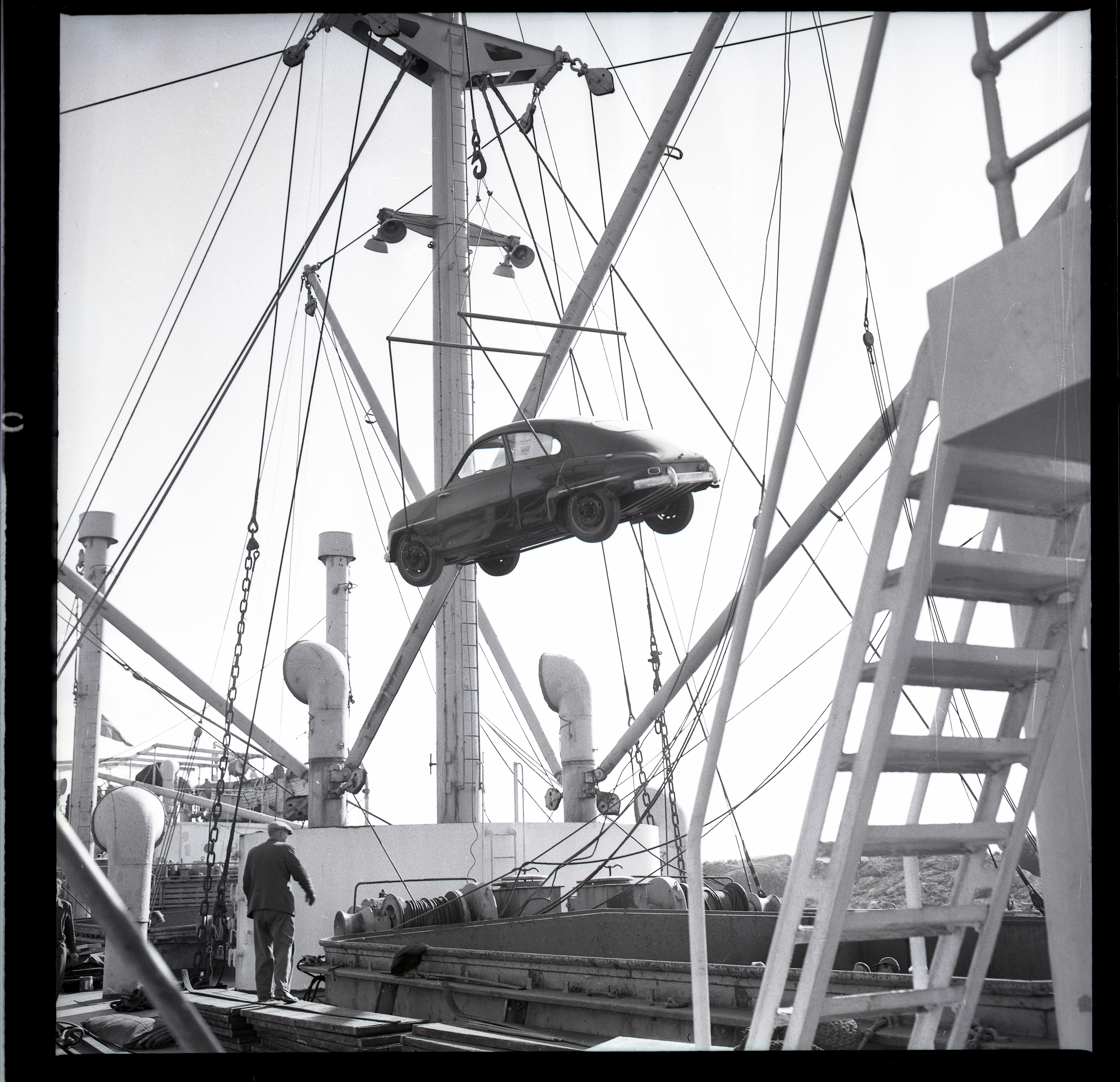
Ein Saab 93 im Mai 1959 am Badökajen im Hafen von Uddevalla beim Export in die USA.

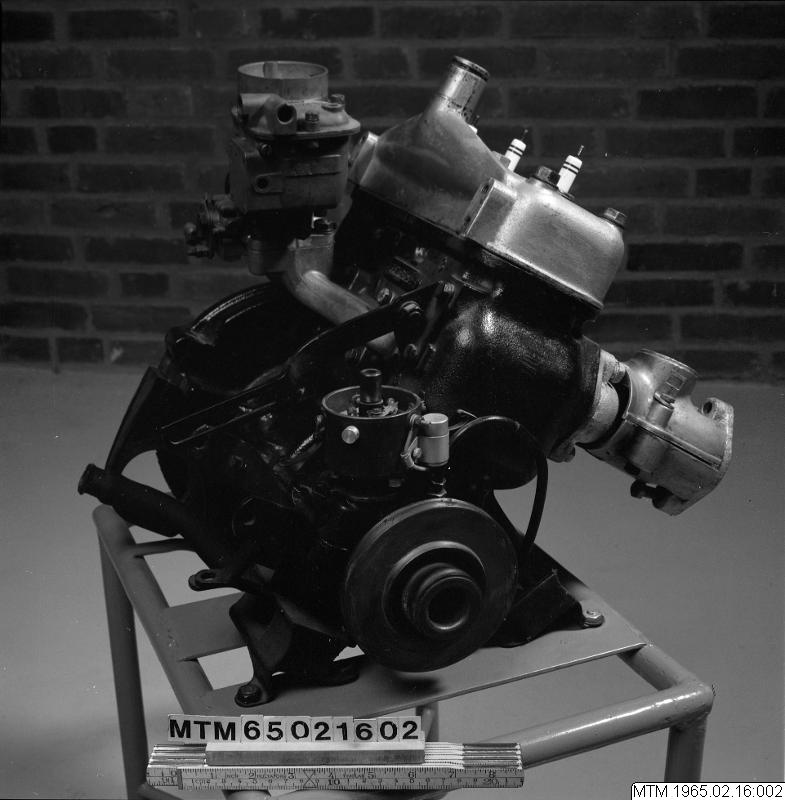
Dreizylinder-Zweitaktmotor des Saab 93.

Der Saab 93 war ein Pkw-Modell des schwedischen Herstellers Saab.
Es wurde im August 1955 vorgestellt, ausgestattet mit einem  Dreizylinder-Zweitaktmotor mit 748 cm³ Hubraum und einem Dreigang-Getriebe mit zwei synchronisierten Gängen und Freilauf. Der 33 PS (24 kW) bei 4200/min starke Motor war eine Konstruktion des früheren Leiters der Entwicklungs- und Versuchsabteilung von DKW (Auto Union AG), Hans Müller, und der Ernst Heinkel Flugzeugwerke, die ihn zunächst auch herstellten. Die Karosserie des Saab 92 wurde soweit es ging beibehalten, aber die Kurbellenkerachse vorn und die parallelen Schwingen (Längslenkerachse) hinten wurden zusammen mit den Drehstäben und Aluminiumhilfsrahmen des ursprünglichen Modells aufgegeben. Stattdessen gab es doppelte Dreieckslenker vorn und eine starre Deichselachse mit zwei Längslenkern hinten, beide mit Schraubenfedern und Teleskopstoßdämpfern. Der Motor saß längs vor der Vorderachse, das Getriebe hinter ihr. Der im 92 verwendete Zweizylindermotor war neben dem Getriebe quer eingebaut.
Es war das erste Saab-Fahrzeug, das auch exportiert wurde, wobei der Hauptanteil in die USA ging. Vom Saab 93 wurden von Dezember 1955 bis Februar 1960 52.731 Einheiten gebaut. Laut einer anderen Quelle wurden 92.731 Fahrzeuge vom 93, 93 B und 93 F gebaut. Die ersten 3.000 Motoren wurden von Heinkel aus Kapazitätsgründen zugeliefert.
Die wichtigsten Stationen der Modellentwicklung:
Am 3. September 1957 wurde der Saab 93 B vorgestellt. Er hatte eine ungeteilte Frontscheibe, Befestigungspunkte für vordere Sicherheitsgurte, Blinkleuchten statt Winkern und höher montierte Sitze. Ab 1958 wurde das Modell 750 GT produziert, der einen auf 45 PS (33 kW) leistungsgesteigerten Motor hatte. Im Herbst 1959 erschien der Saab 93 F. Das F in der Modellbezeichnung stand für die nun vorn angeschlagenen Türen (schwedisch fram). Der 93 F wurde für ein halbes Jahr und nur deshalb produziert, weil die Werkzeuge für die neue Heckpartie noch nicht zur Verfügung standen.
Im März 1960 wurde der Nachfolger Saab 96 mit vergrößertem Heck präsentiert.